# Saratoga (cràter)
Saratoga és un cràter sobre la superfície de (951) Gaspra, situat amb el sistema de coordenades planetocèntriques a 50 ° de latitud nord i 270 ° de longitud est. Fa un diàmetre de 2.8 km. El nom va ser fet oficial per la UAI l'any 1994 i fa referència a Saratoga Springs, una ciutat a Nova York, els Estats Units d'Amèrica amb balneari.